# Hosszú hüvelykujj-távolító izom

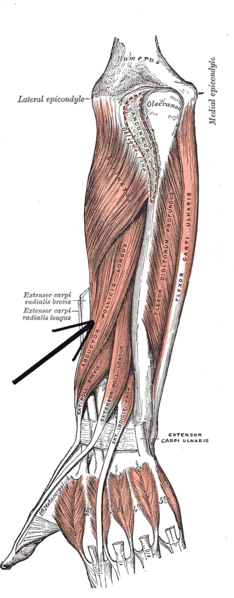
Az alkar izmai (a nyíl mutatja a hosszú hüvelykujj-távolító izmot)

A hosszú hüvelykujj-távolító izom (latinul musculus abductor pollicis longus) egy izom az ember alkarján és a kezén.

## Eredés, tapadás, elhelyezkedés
A singcsont (ulna) testének dorsalis felszínéről a könyökizom (musculus anconeus) tapadása alól a csontok közti összekötő lemezről (membrana interossea) és a orsócsont (radius) közép harmadának felső részéről ered. Egy ínban végződik ami végig fut az orsócsont végén majd együtt fut a rövid hüvelykujj-feszítő izom (musculus extensor pollicis brevis) ínával az I. rekeszben, a retinaculum musculorum extensorum alatt és végül az I. kézközépcsonton (metacarpus) tapad.

## Funkció
Távolítja (abductio) a hüvelykujjat (a törzstől).

## Beidegzés, vérellátás
A nervus radialis mély ága a nervus interosseus antebrachii posterior (C7, C8) idegzi be és az arteria interossea posterior látja el vérrel. 